# Cárcel de Larrínaga
La cárcel de Larrínaga fue un antiguo establecimiento penitenciario de Vizcaya, en el País Vasco en España. Construida a finales del siglo XIX, se convirtió en el centro penitenciario más importante del Vizcaya, contaba con una prisión correccional para hombres y otra para mujeres.
Por Larrínaga pasaron figuras relevantes de la política vasca como Sabino Arana, Ramón Rubial y Pilar Careaga.

## Historia
Atendiendo a la necesidad que Bilbao tenía de un establecimiento penitenciario moderno y adecuado, tras el mandato de la Dirección General de Prisiones de derribar cárcel mixta conocida como  "Casa Galera" por motivos de higiene en 1868, la Diputación de Vizcaya plantea ante las Juntas Generales el  16 de julio de 1868 el proyecto de construcción de un nuevo recinto carcelario destinado a dar servicio a todo el Señorío de Vizcaya. La nueva cárcel se ubicaría en Bilbao en el barrio de Larrínaga en Santutxu, en la cuesta de Zabalbide.  Finalmente se decidió que la cárcel dirá servicio solo a Bilbao, capital de territorio, siendo la cárcel de su partido judicial. Tenía una capacidad para 600 reclusos.
El proyecto fue encargado al arquitecto Pedro Belaunzaran y se terminó en el año 1871. Aunque su denominación inicial fue "Cárcel de Zabalbide" pronto paso a llamarse "Cárcel de Larrínaga". El resultado fue óptimo y llegó a considerarse como "una construcción de las mejores de su clase que tenemos en España, no habiendo escatimado gastos la Diputación Provincial de Vizcaya, tanto en su instalación como en su sostenimiento".
Años después fue convertida en prisión provincial para lo que tuvo que ser ampliada añadiéndole una nueva planta. En 1897 se construye un nuevo pabellón destinado a las mujeres, el llamado ·Casa Galera", realizado por el arquitecto Enrique Epalza. Este edificio, que se conserva en la actualidad, fue a la postre sede de la Escuela de Música Municipal y  de la Orquesta Sinfónica de Bilbao. La casa Galera contaba con las más modernas instalaciones y estaba atendido por las Hermanitas de la Caridad.
En 1902 la situación higiénica de la cárcel en la parte masculina era preocupante y se consideró una serie de reformas para la mejora de la misma. El aumento de la población reclusa hizo que se agarbaran los problemas. Las celdas eran pequeñas, había mala ventilación y estaba muy mal dotada. Esto hizo que se planteara el hacer un nuevo centro correccional destinado a jóvenes donde se pudiera realizar una labor educativa tendente a la inserción del recluso en la sociedad.
El 4 de enero de 1937, en plena guerra Civil y como represalia de un bombardeo de Bilbao la cárcel de Larrínaga, junto a otras cárceles de la villa donde había presos que apoyaban el llamado "Alzamiento Nacional" fue asaltada por milicianos provocando varias matanzas. En junio de ese mismo año, ya bajo control franquista, recibió a los prisioneros de guerra procedentes del Frente del Norte. Estos presos se clasificaron en los grupos C y D (en el grupo C.- Jefes y oficiales del ejército enemigo capturados o presentados, señalados por actos de hostilidad contra las tropas franquistas, y dirigentes destacados de partidos políticos o grupos sindicales enemigos del Movimiento y en el grupo D.- Prisioneros o presentados presuntos responsables de delitos comunes o contra el derecho de gentes), junto a ellos numerosos presos políticos y comunes. A ella se enviaba a los condenados a muerte. Fueron ejecutados en Larrínaga, normalmente mediante el garrote vil, 720 personas.
En 1967 se cierra definitivamente las instalaciones penitenciarias de Larrínaga siendo sustituidas por el centro penitenciario de Basauri.